# Quercus palustris
La quercia palustre (Quercus palustris Münchh., 1770), detta anche quercia rosa, quercia spagnola di palude o quercia di palude, è un albero della famiglia Fagacee, originario della regione floristica nordamericana atlantica, cioè degli stati orientali degli U.S.A.. È coltivata ad uso selvicolturale per la sua rapida crescita e per la sua resistenza all'inquinamento. In Italia cresce con successo in Italia settentrionale, specie in Lombardia, Piemonte e Veneto.

## Descrizione

### Portamento
La quercia palustre cresce fino a 18-22 metri di altezza, con un tronco che può raggiungere un metro di diametro. I rami più alti tendono a puntare verso l'alto, quelli mediano si trovano ad angolo retto rispetto al tronco, mentre i più bassi propendono verso il terreno.

### Corteccia
La corteccia è sottile, grigia, solcata e reticolata.

### Foglie

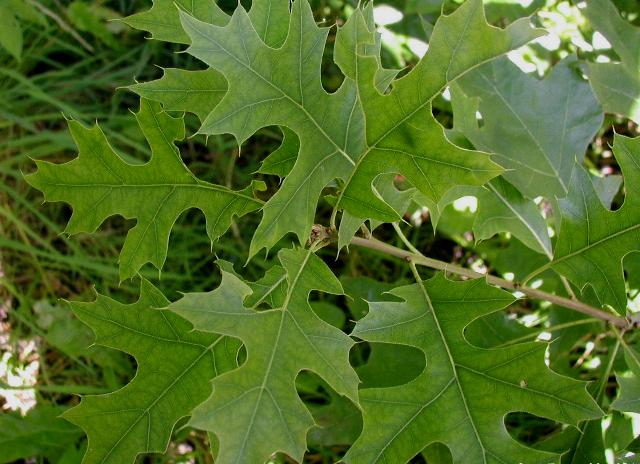
Foglie

Le foglie sono lunghe 5–16 cm, lobate, con cinque o sette lobi. Ciascun lobo ha sette denti. I seni delle foglie hanno le tipiche forme a "U" e sono molto incavati.
Una caratteristica condivisa con altre specie di quercia è il mantenimento delle foglie in inverno, un fenomeno naturale noto come marcescenza. Le foglie appassiscono durante il periodo invernale (in particolare negli esemplari più giovani) pur rimanendo attaccate alla pianta sino alla comparsa delle nuove foglie in primavera.

### Fiori
Infiorescenze unisessuali (pianta monoica), i maschili sono raccolti in lunghi amenti penduli, poco vistosi e verdognoli. I fiori femminili, anch'essi poco evidenti, sono situati all'attaccatura (o ascella) delle foglie. Fioritura all'inizio di maggio.

### Frutti
Ghiande ovali lunghe 9–15 mm, con cupola piatta o poco avvolgente, portate da corti peduncoli, maturano in 18 mesi.

## Distribuzione e habitat
La quercia palustre è originaria dell'area compresa tra il Connecticut occidentale ed il Kansas orientale, nella Georgia meridionale, nell'Oklahoma e nel Kansas. È nota anche nella parte meridionale dell'Ontario, in Canada.
Pur essendo a crescita piuttosto veloce, la quercia palustre presenta una vita piuttosto breve se comparata a quella di molte altre specie di querce secolari, ovvero attorno ai 120 anni. Il sistema di radici della quercia palustre è fibroso. Ama i suoli acidi e non tollera quelli calcarei o sabbiosi, crescendo dai 350 m s.l.m.